# Musée maritime national d'Irlande
Le musée maritime national d'Irlande (anglais : National Maritime Museum of Ireland et en irlandais : Músaem Mhuirí Náisiúnta na hÉireann) a ouvert en 1978 dans l'ancienne église des marins (Mariners' Church, Dún Laoghaire (en)) à Haigh Terrace, dans le centre de Dún Laoghaire à Dublin. Il a été inauguré par le 6e président d'Irlande Patrick Hillery.
L'église a été construite en 1837 pour les gens de mer et elle est restée ouverte jusqu'en 1971. En 1974, l'Église d'Irlande et le Maritime Institute of Ireland (en) ont signé un accord qui a conduit à l'ouverture du musée maritime.
Le musée a été rénové. En 2006, le gouvernement a autorisé des dépenses substantielles pour financer les travaux de remise en état, mais ce financement a été supprimé et le musée dépend maintenant de la billetterie et des collectes de fonds et des dons. Il est géré par des bénévoles et un programme d'emploi communautaire fournie par le département de la protection sociale. Il a rouvert en juin 2012. Il fonctionne de 11 h à 17 h tous les jours.

## Les collections
- Les phares irlandais : cette exposition est dominée par le système optique du phare de Baily sur le Howth Head, qui était en usage de 1902 à 1972. Il comprend quelques inventions de l'ingénieur John Richardson Wigham (1829-1906).
- SS Great Eastern : l'histoire de ce paquebot transatlantique lancé en 1858 (conçu par Isambard Kingdom Brunel), et l'exposition d'objets ayant appartenu à son capitaine Robert Halpin et un modèle de mouvement d'horlogerie du navire.
- Des artefacts récupérés sur l'épave du RMS Leinster et quelques récits contemporains du naufrage. Il a été torpillé en 1918 au large de Kish Bank devant Dún Laoghaire et plus de 500 personnes furent noyées. Il y a aussi des maquettes d'autres navires de la City of Dublin Steam Packet Company (en) : RMS Ulster, RMS Leinster, RMS Munster et RMS Connaught.
- Dans la chapelle St Columba : cette zone évoque le souvenir des navires irlandais pendant la Seconde Guerre mondiale. Il y a une collection de peintures de Kenneth King et le drapeau troué de balles du MV Kerlogue .

En juillet 2011, deux vitraux de l'artiste Peadar Lamb ont été installés dans l'ancienne église, parrainée par la Dún Laoghaire Harbour Company.